# Christina Schotel
Christina Petronella Schotel (Dordrecht, 26 februari 1818 - Aardenburg, 7 juli 1854) was een Nederlandse schilderes van stillevens. 

## Biografie
Schotel groeide op als oudste dochter in een gezin met vier zonen en twee dochters. Zij kreeg haar eerste teken- en schilderlessen van haar vader, de succesvolle zeeschilder, Johannes Christiaan Schotel. Na zijn overlijden in 1838 werkte Christina een tijdlang onder haar broer Petrus Johannes Schotel. In het begin kopieerde Christina de stillevens van beroemde meesters, maar richtte zich daarna op haar eigen werk, vooral stillevens van bloemen en vruchten. Naast het schilderen van stillevens heeft Christina naar verluidt ook samengewerkt met haar schrijvende broer Gilles Schotel en voor ten minste twee van zijn werken illustraties aangeleverd. 
In 1847 werd Schotel lid van de Koninklijke Akademie van Amsterdam. 
In 1849 trouwde Schotel met de predikant Herman Broese in Medemblik en in 1852 verhuisde het echtpaar naar het Zeeuwse Aardenburg. Twee jaar later overleed ze; het huwelijk bleef kinderloos. 

## Werken
Schotel heeft een aantal keren schilderijen aangeleverd voor tentoonstellingen in Rotterdam (1846) en Amsterdam (1844 en 1846). Voor zover bekend zijn haar werken niet opgenomen in de collecties van Nederlandse musea. Er wordt verondersteld dat Schotel destijds niet voor de verkoop heeft geschilderd en het beste kan worden gewaardeerd als een verdienstelijke amateurschilderes. 